# Manor Racing
Manor Grand Prix Racing Limited (uradno Manor Racing MRT, kratica MRT - Manor Racing Team) je nekdanje britansko moštvo Svetovnega prvenstva Formule 1.
Moštvo Manor Grand Prix je leta 2009 dobilo pravico do nastopanja v Formuli 1 v sezoni 2010, a se je pred začetkom te sezone preimenovalo v Virgin Racing, potem ko je podjetje Virgin Group postalo glavni sponzor moštva. Po koncu sezone 2010 je večinski lastnik moštva postalo podjetje Marussia Motors, zaradi česar je moštvo v sezoni 2011 nastopalo pod imenom Marussia Virgin Racing, nato pa se je pred začetkom sezone 2012 preimenovalo v Marussia F1 Team.
Novembra 2015 se je moštvo Marussia preimenovalo v MRT in podpisalo pogodbo o uporabi Mercedesovih motorjev v sezoni 2016. Februarja 2016 sta bila kot dirkača predstavljena novinca Rio Haryanto in Pascal Wehrlein, ki je v sezoni 2015 v Mercedesovem dirkalniku osvojil naslov prvaka v nemškem prvenstvu turnih avtomobilov DTM.
Wehrlein je na Veliki nagradi Avstrije dosegel najboljša rezultata moštva tako v kvalifikacijah kot na dirki, saj je štartal z 12. mesta in dirko končal na 10. mestu, s čimer je osvojil edino točko moštva v sezoni. Haryanto je pred Veliko nagrado Belgije zaradi problemov s sponzorji izgubil svoj sedež. Namesto njega je na preostalih devetih dirkah sezone nastopil novinec Esteban Ocon, ki je bil predtem testni dirkač pri Renaultu in Mercedesu.
Pred začetkom sezone 2017 se je moštvo znašlo v finančnih težavah in ni več nastopalo v Formuli 1.

## Popoln pregled rezultatov
(legenda) (odebeljene dirke pomenijo najboljši štartni položaj, poševne najhitrejši krog, ‡ - uvrščen, kljub odstopu)
| Leto | Šasija | Motor                           | Gume | Dirkači         | 1   | 2   | 3   | 4   | 5   | 6   | 7   | 8   | 9   | 10  | 11  | 12  | 13  | 14  | 15  | 16  | 17  | 18  | 19  | 20  | 21  | Toč | Prv |
| ---- | ------ | ------------------------------- | ---- | --------------- | --- | --- | --- | --- | --- | --- | --- | --- | --- | --- | --- | --- | --- | --- | --- | --- | --- | --- | --- | --- | --- | --- | --- |
| 2016 | MRT05  | Mercedes PU106C Hybrid 1.6 V6 t | P    |                 | AVS | BAH | KIT | RUS | ŠPA | MON | KAN | EU  | AVT | VB  | MAD | NEM | BEL | ITA | SIN | MAL | JAP | ZDA | MEH | BRA | ABU | 1   | 11. |
| 2016 | MRT05  | Mercedes PU106C Hybrid 1.6 V6 t | P    | Rio Haryanto    | Ret | 17  | 21  | Ret | 17  | 15  | 19  | 18  | 16  | Ret | 21  | 20  |     |     |     |     |     |     |     |     |     | 1   | 11. |
| 2016 | MRT05  | Mercedes PU106C Hybrid 1.6 V6 t | P    | Esteban Ocon    |     |     |     |     |     |     |     |     |     |     |     |     | 16  | 18  | 18  | 16  | 21  | 18  | 21  | 12  | 13  | 1   | 11. |
| 2016 | MRT05  | Mercedes PU106C Hybrid 1.6 V6 t | P    | Pascal Wehrlein | 16  | 13  | 18  | 18  | 16  | 14  | 17  | Ret | 10  | Ret | 19  | 17  | Ret | Ret | 16  | 15  | 22  | 17  | Ret | 15  | 14  | 1   | 11. |